# Renzo Amadesi
Renzo Amadesi (La Spezia, 6 settembre 1915 – Parma, 12 dicembre 2005) è stato un calciatore italiano, di ruolo attaccante.

## Carriera
Esordì in maglia granata il 4 marzo 1934 in Torino-Casale (5-2).